# Улица Какумяэ
Улица Ка́кумяэ, также Ка́кумяэ-те́э и Ка́кумяэ те́э (эст. Kakumäe tee) — улица в Таллине, столице Эстонии. 

## География
Проходит в микрорайонах Висмейстри и Какумяэ района Хааберсти. Начинается от перекрёстка улицы Вана-Раннамыйза с улицей Пикалийва, идёт на север, пересекается улицей Вабаыхумуузеуми и множеством небольших улиц и заканчивается на мысе Какумяэ.
Протяжённость улицы — 3636 м.

## История
Улица Какумяэ получила своё название 11 марта 1977 года. Дано по названию микрорайона, которое, в свою очередь, получило его от названия бывшей деревни Какумяэ, в 1975 году включённой в состав города Таллина.

## Общественный транспорт
По улице курсируют городские автобусы маршрутов № 21, 21А, 21В, 41 и 41В.

## Застройка
Застроена малоэтажными частными и квартирными домами.